# Nueva Italia de Ruiz
Nueva Italia de Ruiz ist die Hauptstadt des Municipio Múgica im mexikanischen Bundesstaat Michoacán. Die Stadt liegt 418 Meter über dem Meeresspiegel und zählte bei der letzten Erhebung offiziell 32.467 Einwohner.

## Geschichte
Das Territorium, auf dem die heutige Stadt entstand, gehörte einst zu den ausgedehnten Ländereien einer Familie namens Velasco und wurde zu Beginn des 20. Jahrhunderts von dem Italiener Dante Cussi erworben. Um diese Zeit war das Nueva Italia genannte Gebiet von etwa 20 Familien bewohnt, die vom Maisanbau und der Viehzucht lebten. 1938 enteignete der damalige mexikanische Präsident Lázaro Cárdenas del Río den Grundbesitz, um ihn den Gemeindemitgliedern zu überlassen. 1942 erhielt Nueva Italia in Erinnerung an den aus Michoacán stammenden Politiker, Historiker und Schriftsteller Eduardo Ruiz Álvarez den Zusatz de Ruiz.

## Sport
Die Stadt beherbergt die Sportanlage Rosendo Arnaíz mit mehreren Fußball-, Basketball- und  Volleyballplätzen. Auf diesem Gelände war die Fußballmannschaft der Mapaches Nueva Italia beheimatet, der 2008 der Aufstieg von der viertklassigen Tercera División in die drittklassige Segunda División gelang. Doch schon wenige Monate später war der Traum vom blühenden Fußball ausgeträumt, nachdem der Vereinsboss Wenceslao „El Wuenchis“ Álvarez wegen vermeintlicher Verbindungen zu den Drogenkartellen La Familia Michoacana und Los Zetas verhaftet worden war. Ohne Finanzier fiel die Mannschaft auseinander und absolvierte kein Spiel mehr, so dass die Spieler sich anderen Vereinen anschlossen. Einer dieser Spieler der damaligen Mapaches (dt. Waschbären) war der spätere mexikanische Nationalspieler Ángel Sepúlveda.